# Lenbachhaus

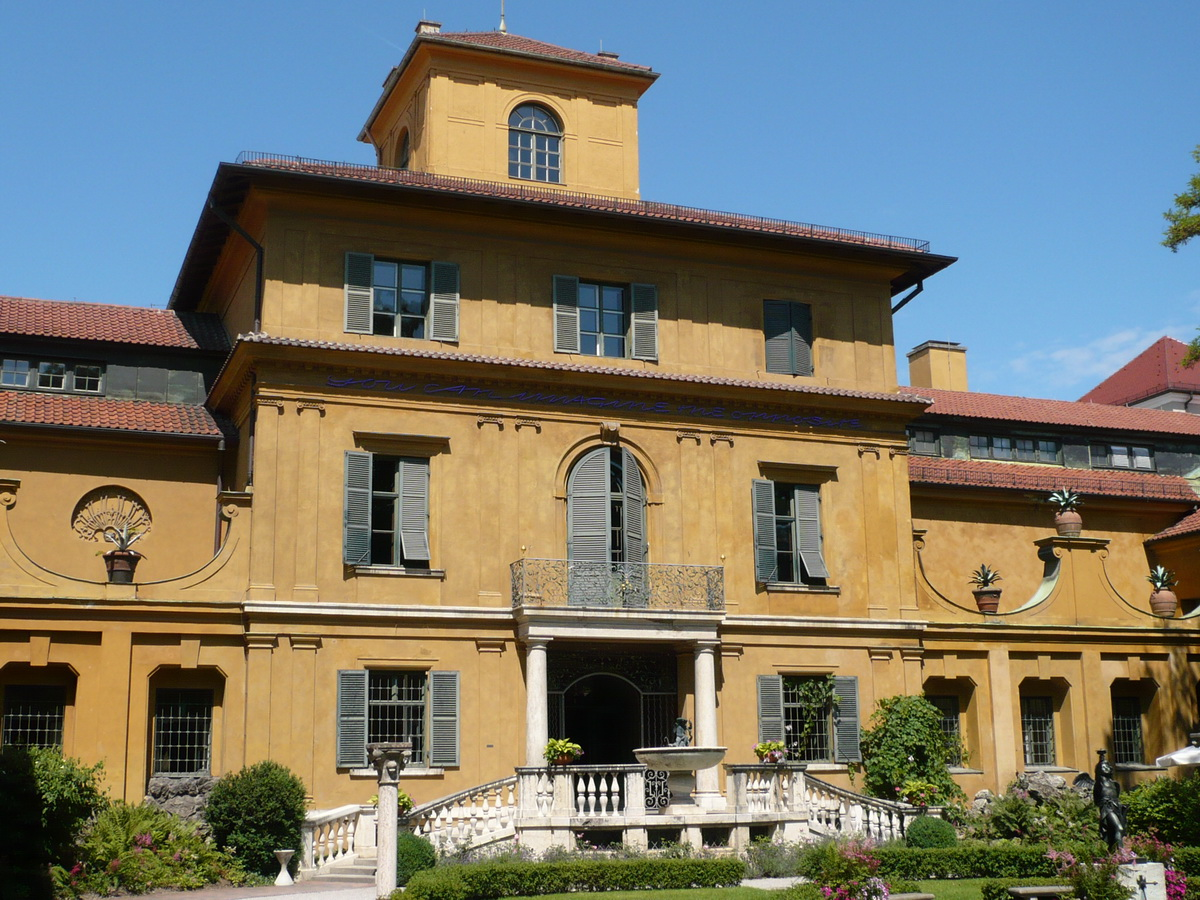
Lenbachhaus - entrata principale

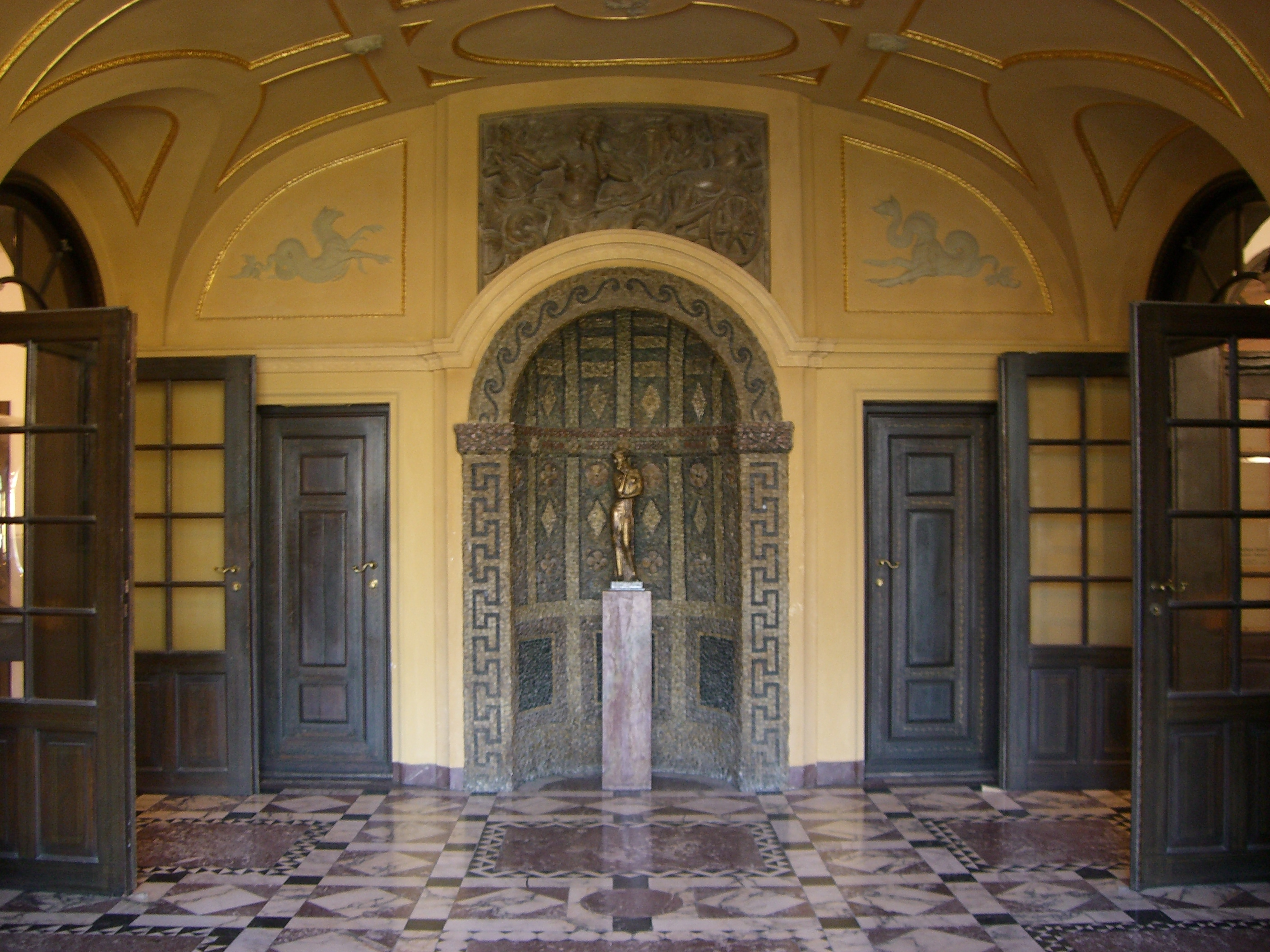
ingresso

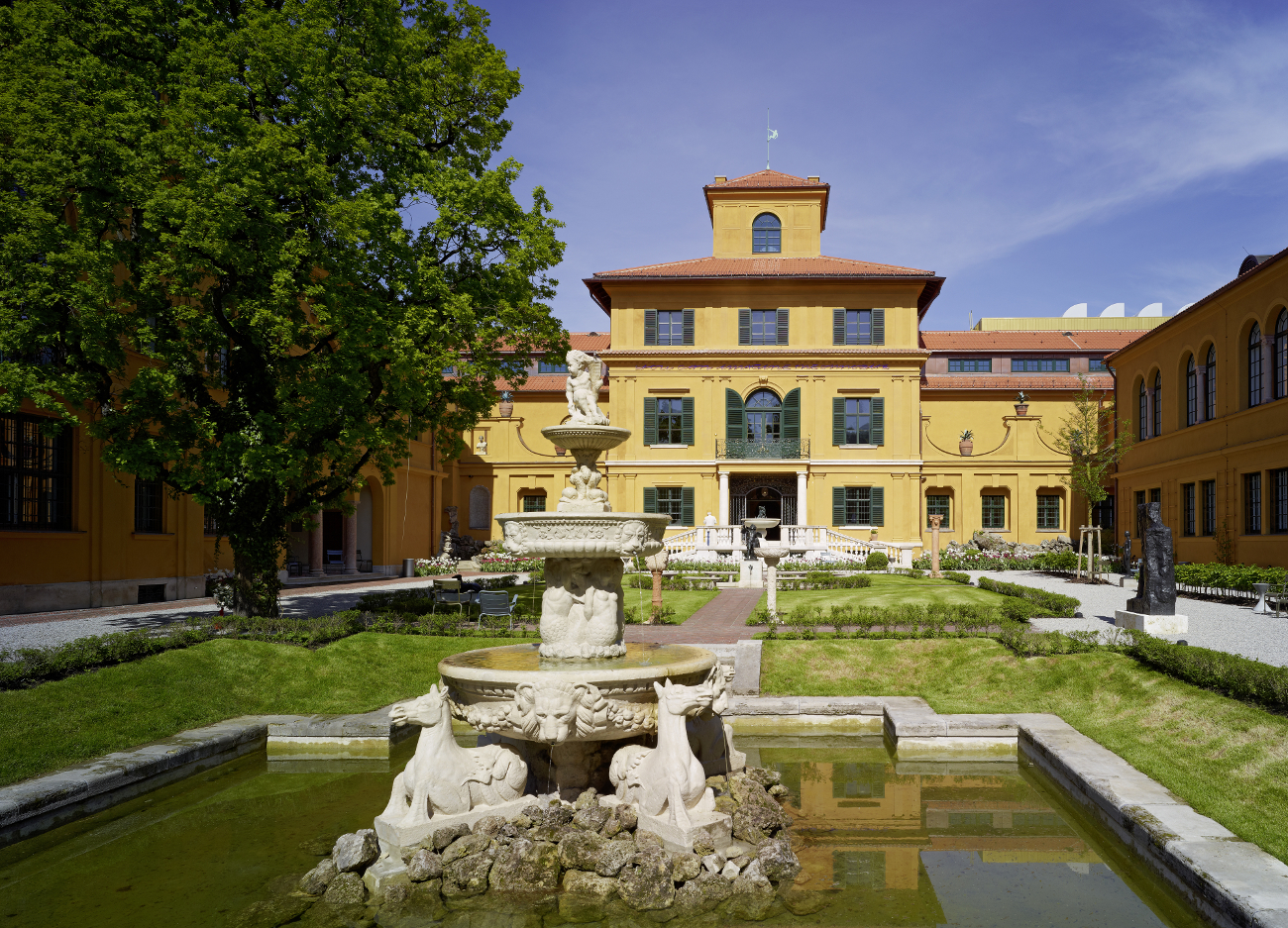
Facciata della villa

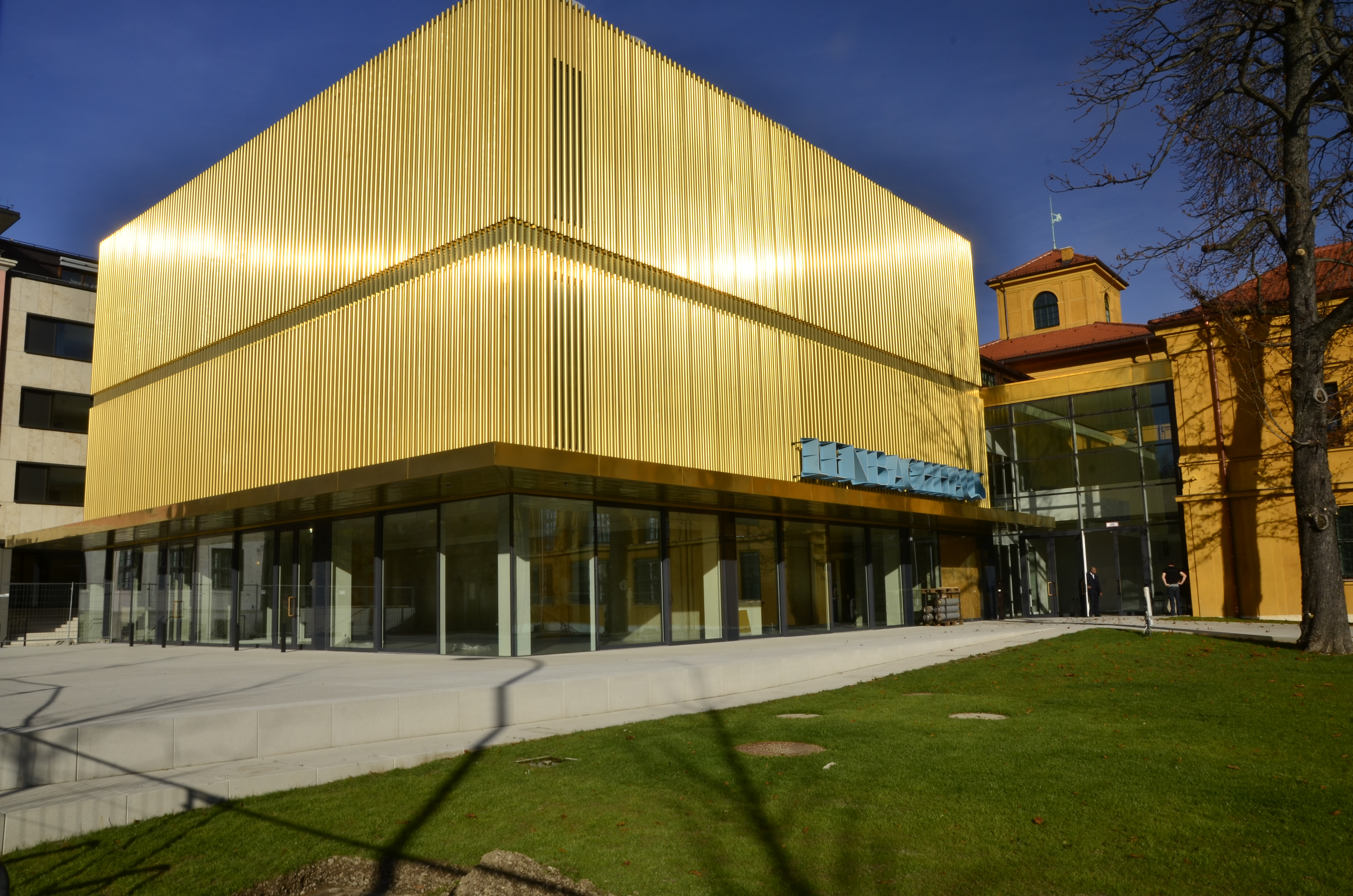
La nuova ala

La Städtische Galerie im Lenbachhaus ("Galleria Civica nel Lenbachhaus") si trova nella Luisenstraße 33 a Monaco di Baviera (Germania); è un museo d'arte ottocentesca, moderna e contemporanea.

## Storia
L'edificio che oggi ospita il museo venne commissionato dal pittore Franz von Lenbach all'architetto Gabriel von Seidl, come residenza privata. La casa ed il giardino vennero realizzati sullo stile di una villa neorinascimentale italiana, con l'inclusione di elementi barocchi. Nel 1924 la villa venne acquistata dal comune per essere adibita a galleria d'arte, con l'aggiunta di una nuova ala.
Dal 2009 al 2013 il museo è stato oggetto di lavori di ristrutturazione ed ampliamento su progetto dell'architetto Norman Foster.

## Collezione
La collezione comprende opere di pittori che soggiornarono a Monaco dal XIX al XX secolo. Tra gli autori più importanti ospitati presso la galleria vi sono Franz von Stuck, Franz von Lenbach, Richard Riemerschmied, Max Slevogt, Wilhelm Leibl, Lovis Corinth, Der Blaue Reiter. Nel 1957 Gabriele Münter, compagna di Vasilij Kandinskij fino al 1914, offrì al museo la propria collezione privata di quadri dell'artista, soprattutto del periodo di Monaco e di Murnau. Un'altra importante donazione fatta al museo comprende opere di Paul Klee, Franz Marc, Joseph Beuys, Andy Warhol, Wolf Vostell e August Macke.

## Le opere maggiori
Vasily Kandinsky
- Gabriele Münter mentre dipinge a Kallmünz, 1903
- Gabriele Münter (Kandinskij), 1905
- Coppia a cavallo, 1906
- La vita variopinta, 1907
- Murnau. Veduta con ferrovia e castello, 1909
- Africano (Improvvisazione 6), 1909
- Montagna, 1909
- Improvvisazione 19, 1911
- Improvvisazione 21, 1911
- Dama a Mosca, 1912
- Remi (Improvvisazione 26), 1912
- Crepaccio (Improvvisazione), 1914
- Macchia rossa II, 1921

### Alcune opere

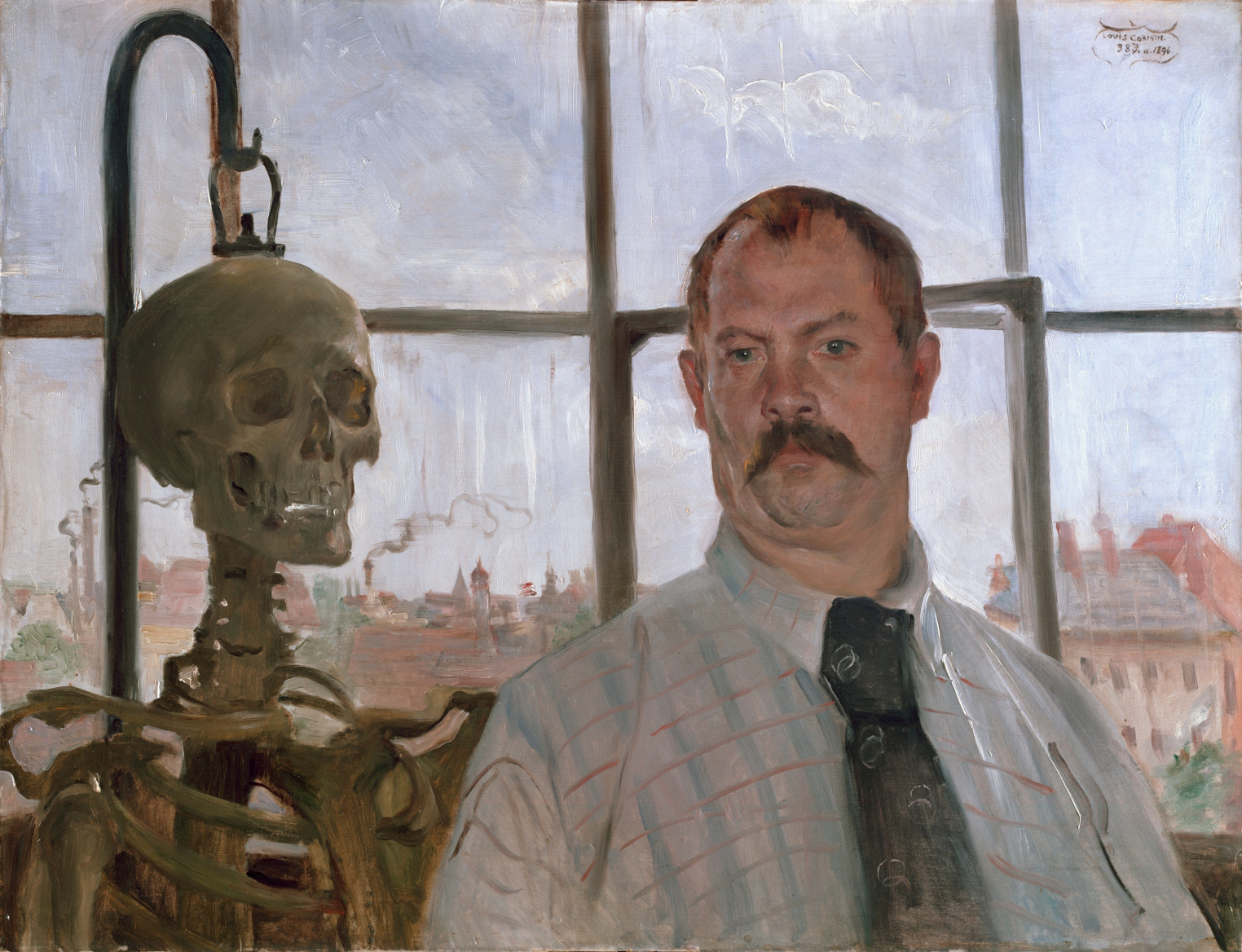
Lovis Corinth Selbstbildnis mit Skelett, 1896
Lovis Corinth Portrait des Pianisten Conrad Ansorge, 1903
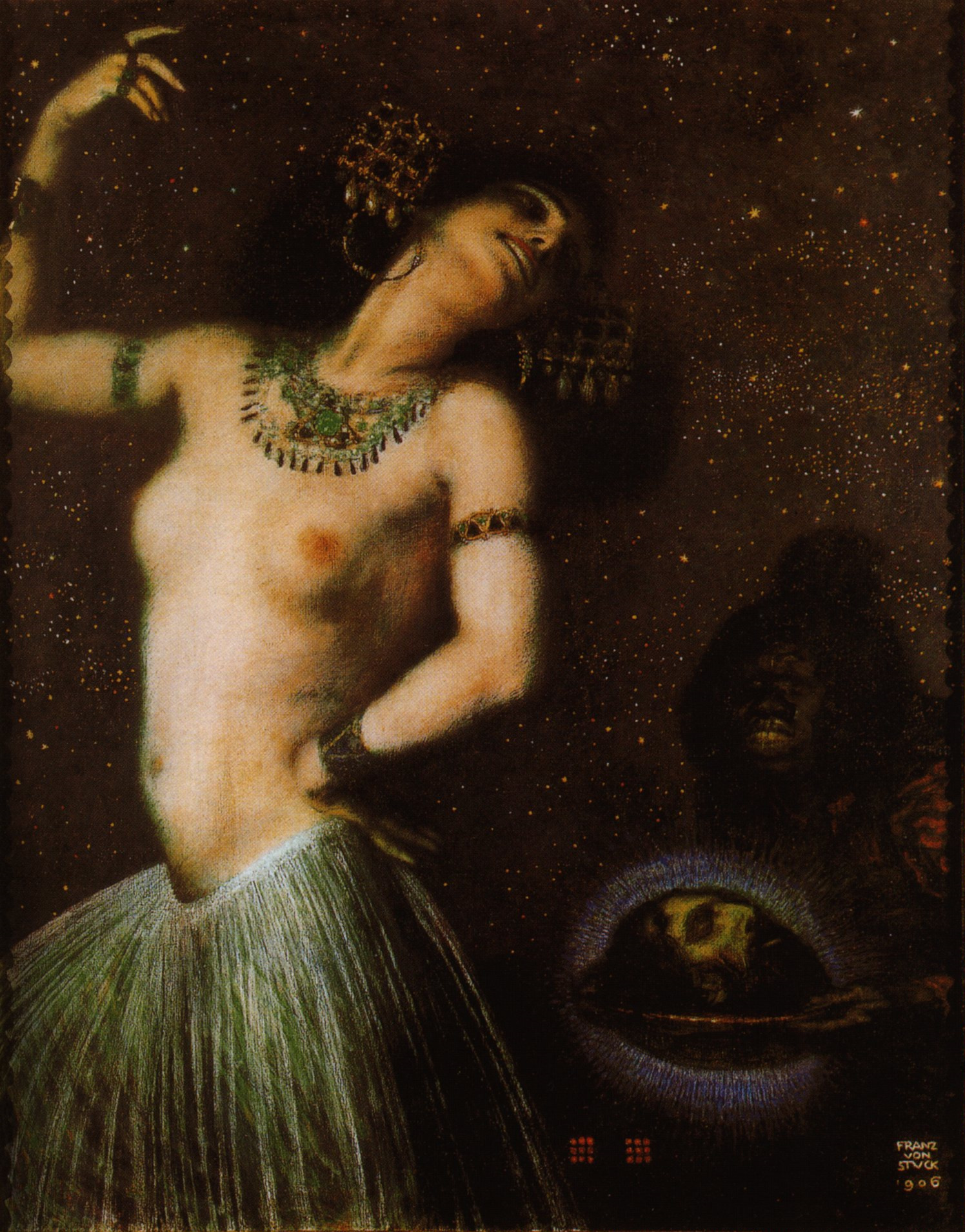
Franz von Stuck Salome, 1906
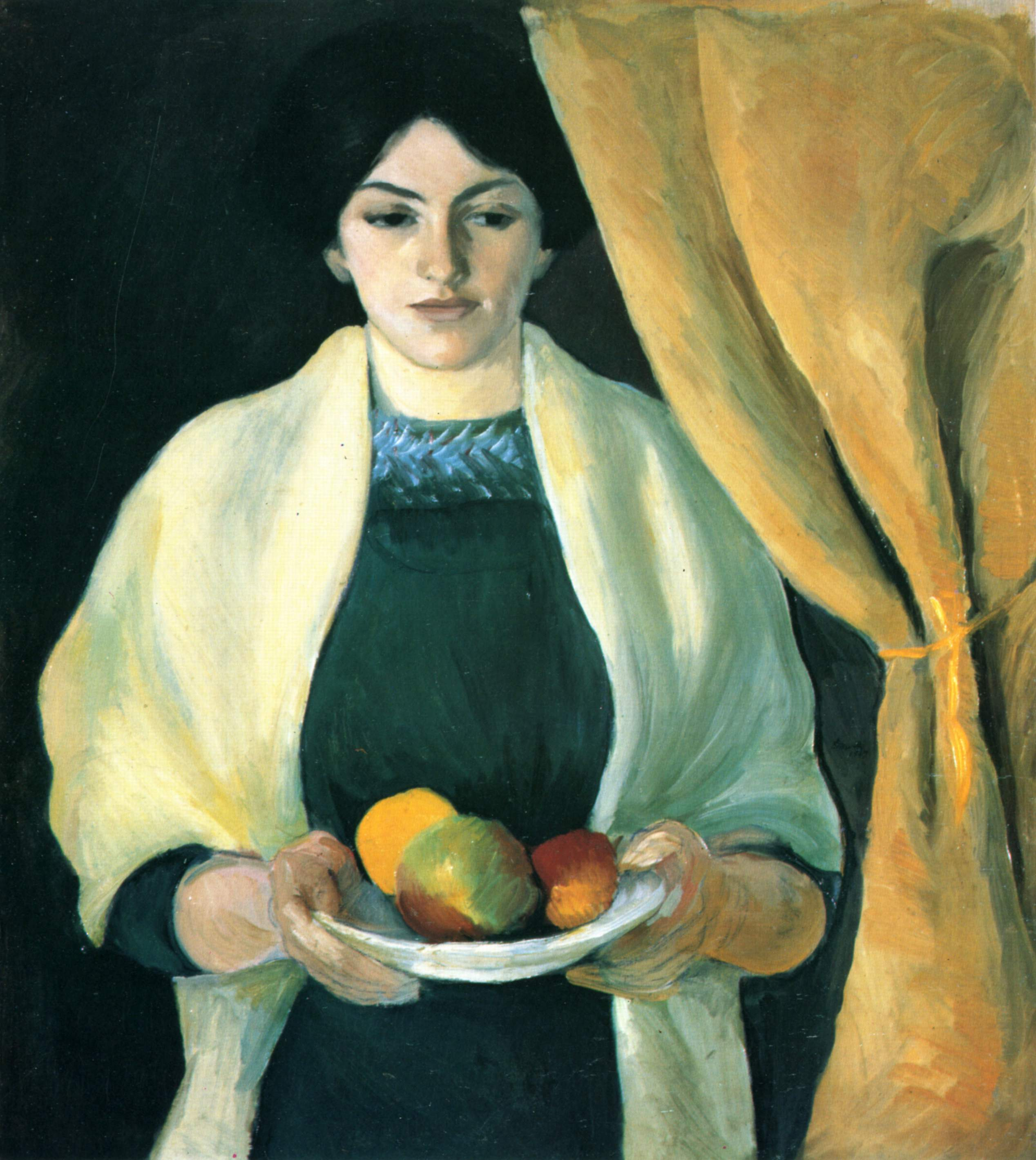
August Macke Portrait mit Äpfeln, 1909. Das Gemälde zeigt Elisabeth Macke.
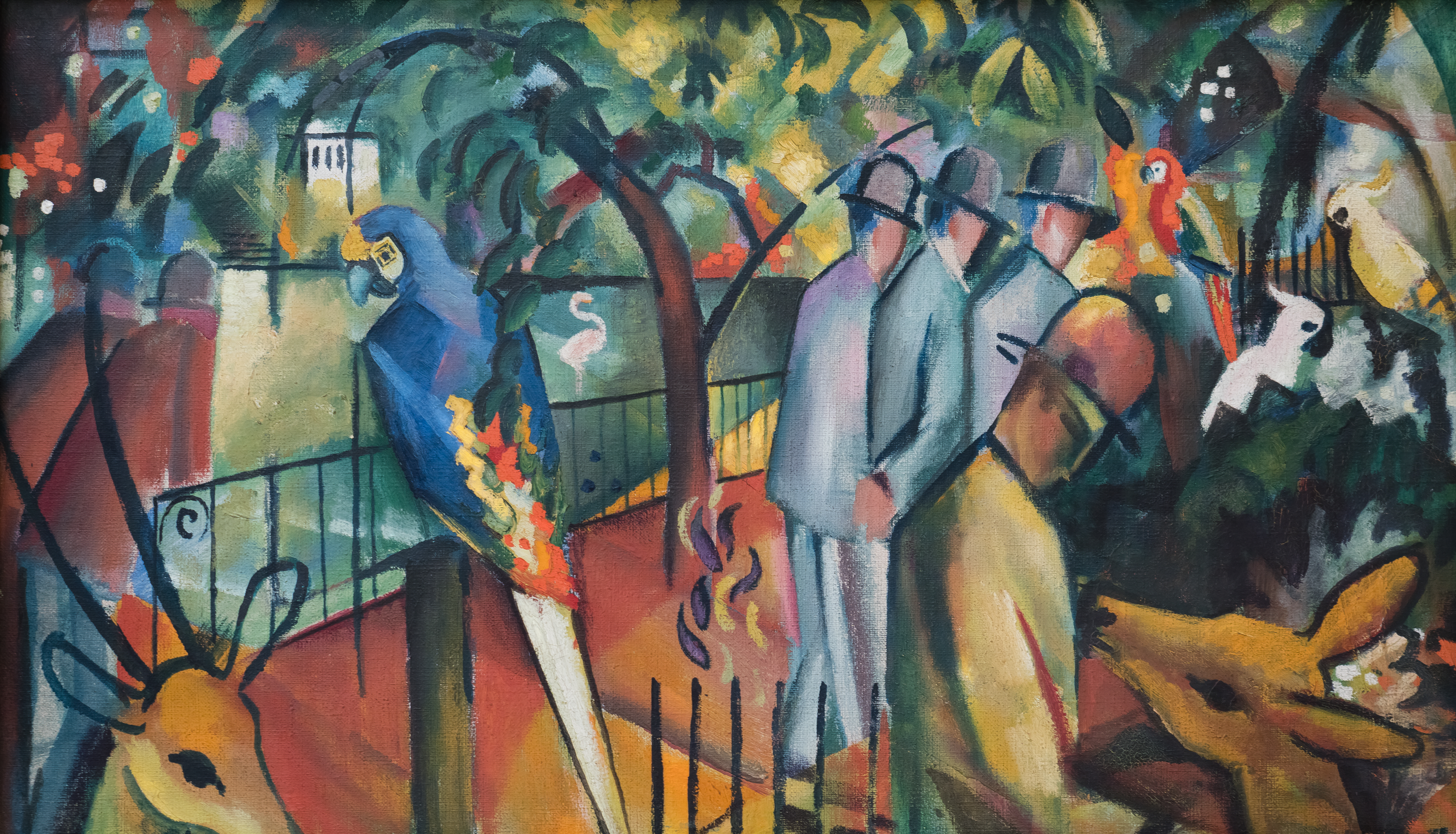
August Macke Zoologischer Garten I, 1912
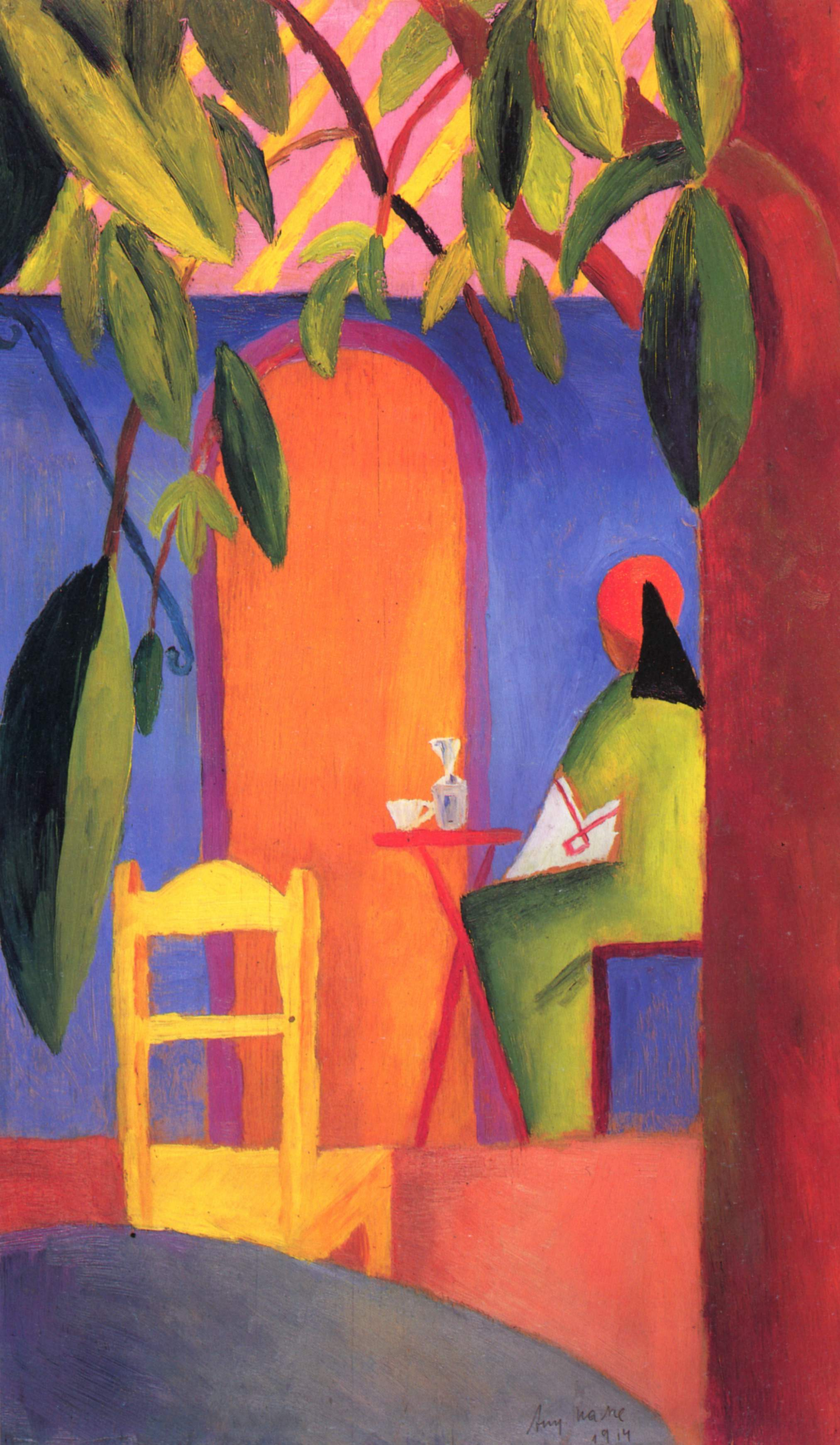
August Macke Türkisches Café, 1914
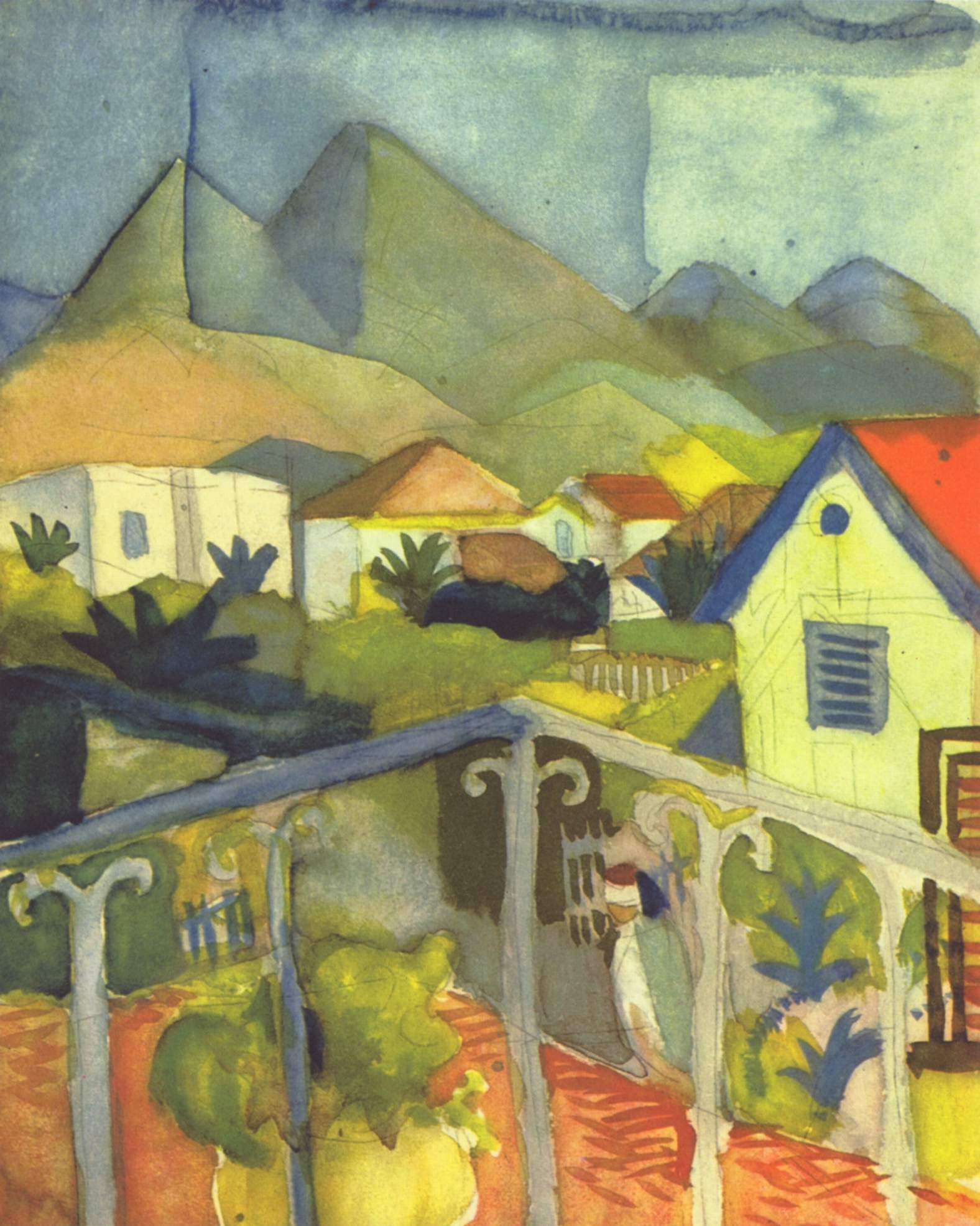
August Macke St. Germain bei Tunis, 1914
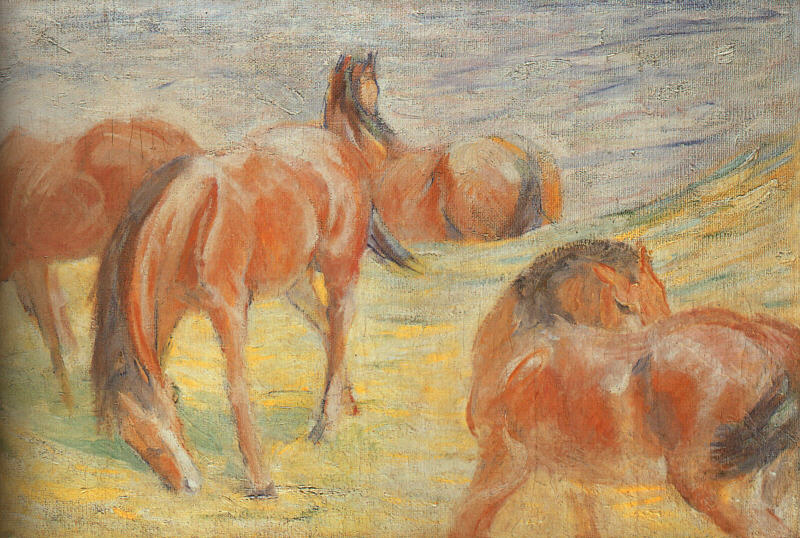
Franz Marc Weidende Pferde I, 1910
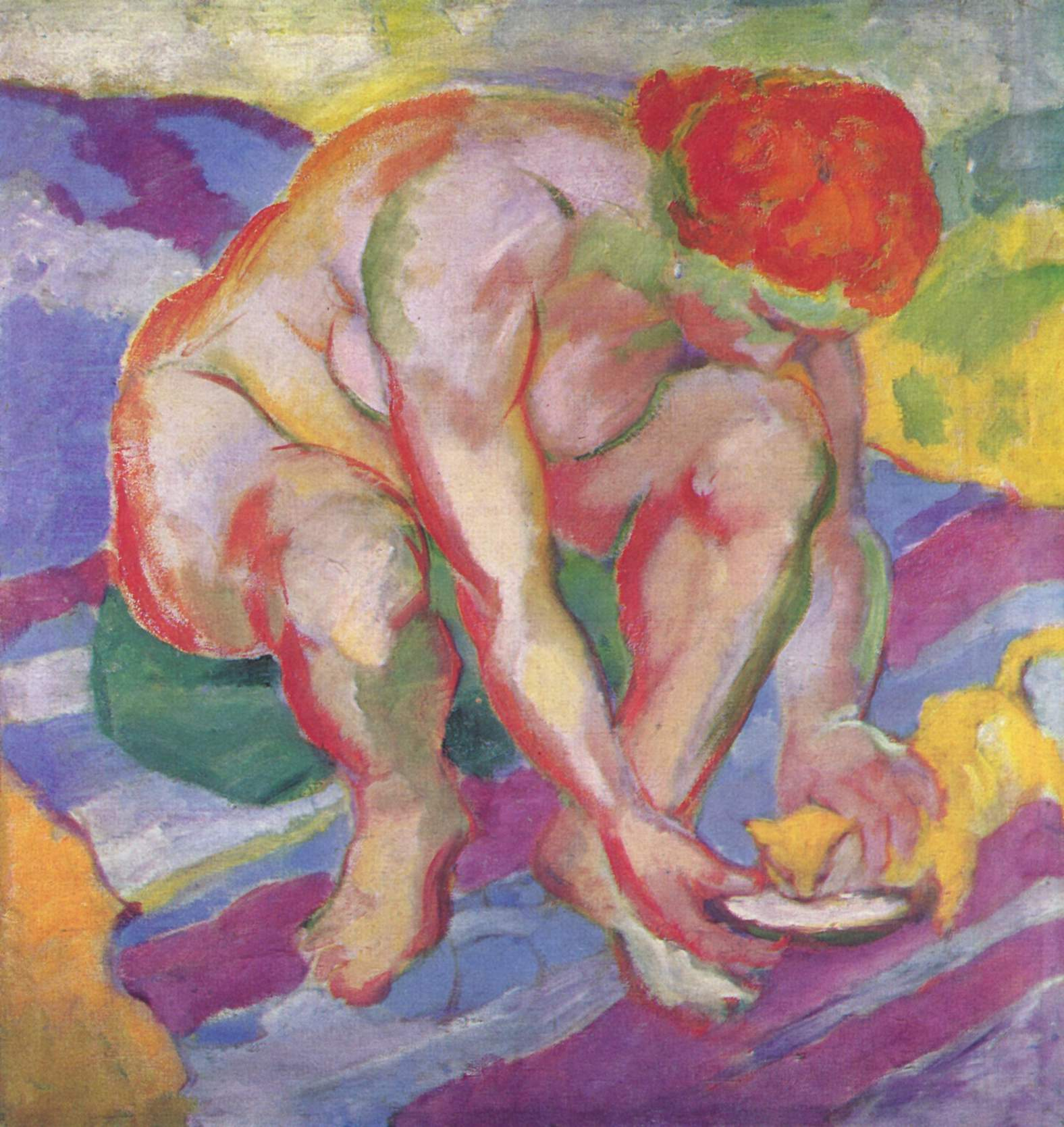
Franz Marc Akt mit Katze, 1910
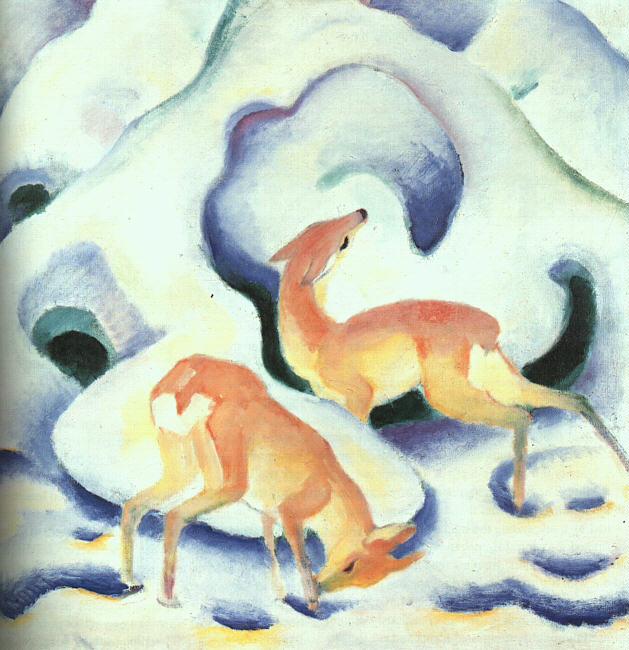
Franz Marc Rehe im Schnee, 1911
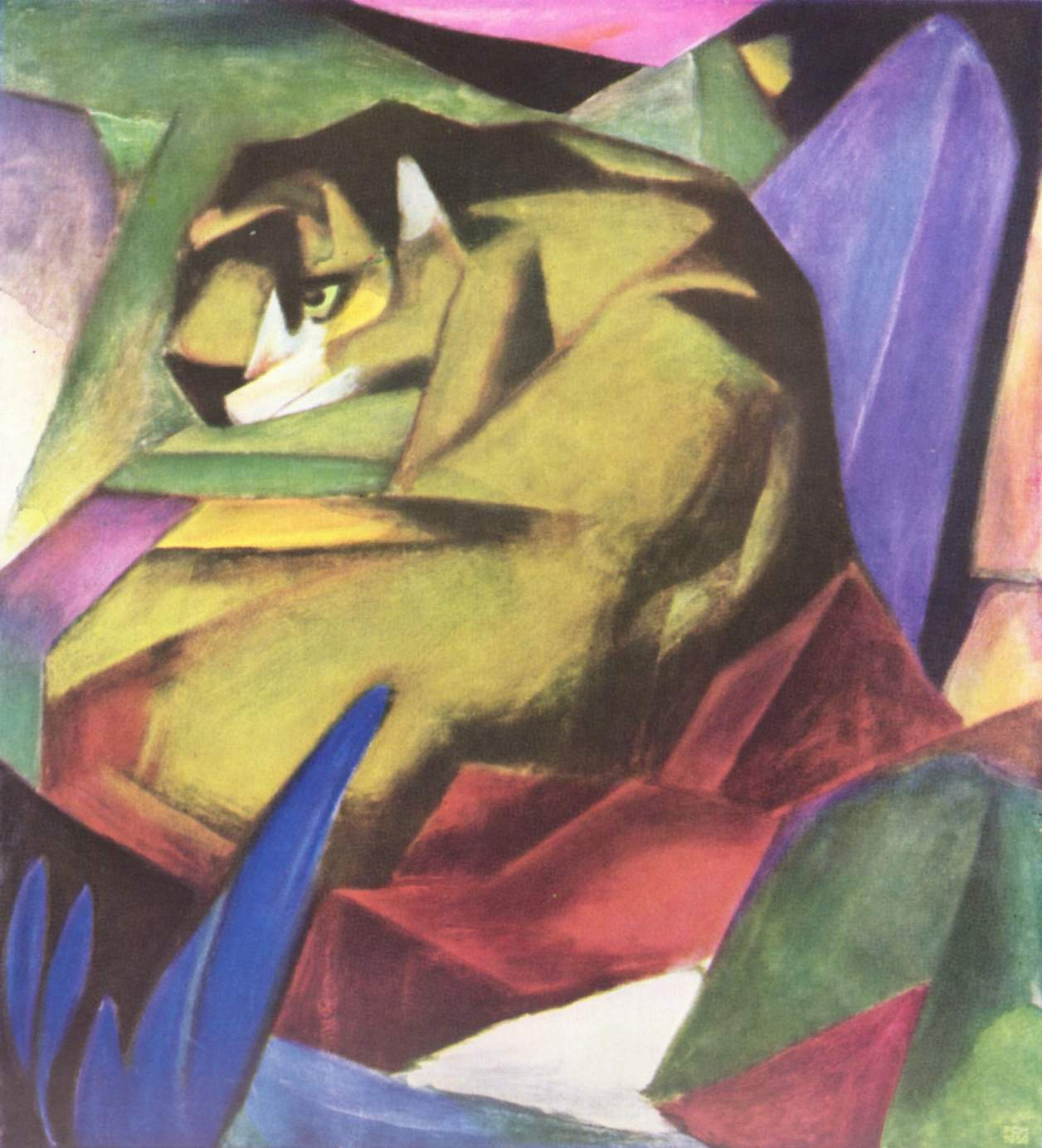
Franz Marc Der Tiger, 1912
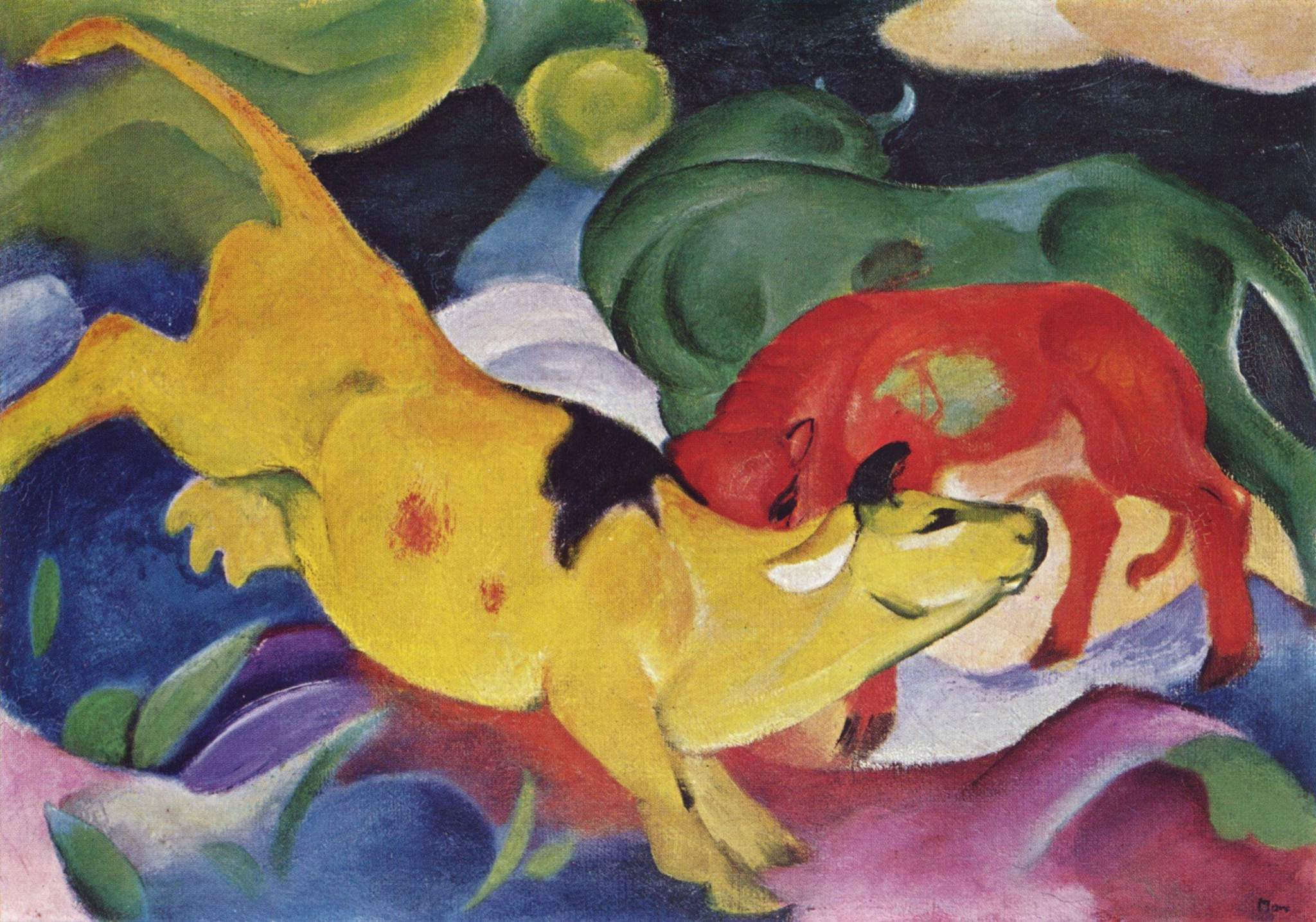
Franz Marc Kühe gelb-rot-grün, 1912